# Omignano
Omignano község (comune) Olaszország Campania régiójában, Salerno megyében.

## Fekvése
A megye nyugati részén fekszik. Határai: Casal Velino, Lustra, Salento, Sessa Cilento és Stella Cilento.

## Története
Első említése 1047-ből származik. A következő századokban nemesi birtok volt. A 19. században, amikor a Nápolyi Királyságban felszámolták a feudalizmust előbb Sessa Cilento része lett, majd 1847-től önálló község.

## Népessége
A népesség számának alakulása:

## Főbb látnivalói
- Palazzo Garofalo
- San Nicola-templom